# Kampé

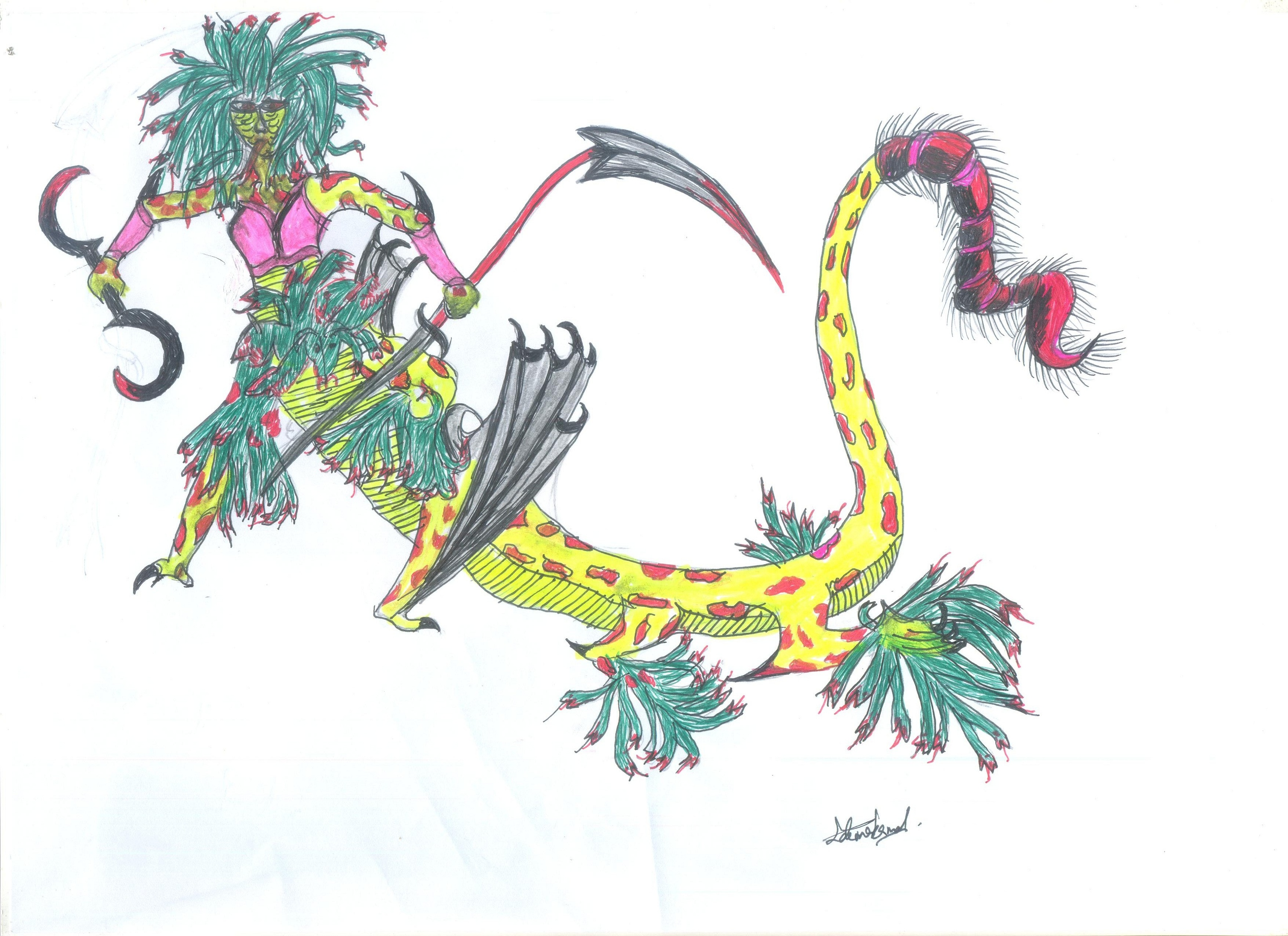
Kampé na obrázku

Kampé (řec. Κάμπη nebo taky καμπή, pokřivená) je v řeckém bájesloví hrůzostrašné monstrum – drak s částí těla ženy.

## Vzhled
Kampé byla dračice s ženskou hlavou a hrudí a ocasem škorpiona. Její nejpřesnější popis uvedl Nonnos z Panopole v Dionysiace (18.23-264). Joseph Eddy Fontenrose naznačil, že Kampé je podezřele podobná Tiamat a také že: „je to Echidna pod jiným jménem, jak napsal Nonnos, nazvat ji Echidnaean Enyo zavání přirovnáním jejích hadích noh k Echidniným“ a také „je to ženský protějšek Týfóna“. Ve svém lexikonu Hesychius z Alexandrie (K.614) poznamenal, že básník Epicharmos nazval Kampé jménem „Kétó“ nebo „Mořská nestvůra“.
Je popisována takto: Horní část těla se skládá z krásné ženy a spodní část z draka. Má obrovský ocas podobný škorpionímu, napuštěný prudkým jedem, na nohou a kotnících jí visí obrovští jedovatí hadi, má 50 hlav různých tvorů (hadí, medvědí, lví, tygří…), má několik párů rukou a nohou se zahnutě kovovými, velkými drápy, podobající se srpu. Z některých údů chrlí oheň a některé hlavy mají mít na hlavě hady, na zádech má obrovská černá křídla a v rukou třímá meč, kosu nebo i vidle.

## Mytologie
Její původ není znám, je možné, že vzešla z nějaké prvotní síly v antické mytologii, jako je Erebos, Nykta nebo Gaia. Říká se, že toto monstrum bylo jedno z nejoddanějších Titánu Kronovi. Když Kronos svrhl svého otce Úrana a ujal se vlády, vyhnal Hekatoncheiry – storuké obry s padesáti hlavami – do Tartaru a Kampé určil jako strážkyni, která měla dohlížet na to, aby neutekli z podsvětí. Když se všemohoucí Zeus – Kronův syn – připravoval na nadcházející boj mezi ním a jeho otcem, chtěl jako první osvobodit Hekatoncheiry, ale nejdříve však musel zahubit Kampé, což také učinil.

## Moderní literatura
V díle Percy Jackson a Olympané od Ricka Riordana Kampé střežila Briary v Alcatrazu. Kampée také přinesla Ariadně nit do Labyrintu. Je zde popisována jako velký, černý drak s opaskem z bestií a příšer, které se jí vzdaly, vlasy má hadí, křídla netopýrů a hady rovněž na chodidlech.